# Генрик Трембіцький
Генрик Трембіцький (пол. Henryk Trębicki, 22 жовтня 1940 — 8 червня 1996) — польський важкоатлет.
Бронзовий призер Олімпійських Ігор 1968 року в категорії до 56 кг, учасник 1964, 1972 років.
Срібний призер Чемпіонату світу 1971 року в категорії до 56 кг.
Бронзовий призер Чемпіонату Європи 1965 року в категорії до 56 кг.